# Festival international de l'érotisme de Bruxelles
 (juin 2024).
Si vous disposez d'ouvrages ou d'articles de référence ou si vous connaissez des sites web de qualité traitant du thème abordé ici, merci de compléter l'article en donnant les références utiles à sa vérifiabilité et en les liant à la section « Notes et références ».
Le Festival international de l'érotisme de Bruxelles est un festival consacré à l'érotisme, qui se déroule au mois de mars à Bruxelles en Belgique.

## Généralités
Le festival de l’érotisme a vu le jour en 1993 aux Halles Saint Géry. Il s’en déroulé ensuite aux Pyramides place Rogier pendant 15 ans jusqu’à la fermeture du lieu. Les six éditions suivantes ont eu lieu dans les Caves de Cureghem à Anderlecht.  En 2014, à la suite à nouveau de la fermeture des Caves de Cureghem, le festival a déménagé à Brussels Kart Expo. Il y fêtera en 2016 son 25e anniversaire. Le site de l’événement bénéficie de 300 000 visites chaque année.
Brigitte Lahaie est l'invitée d'honneur pour la 20e édition du 3 au 6 mars 2011. 
En 2007, Estelle Desanges succède à Clara Morgane comme marraine de la 15e édition.
En 2015, PussyKat, également ambassadrice de Child Focus.
En 2016, pour la 26e année, Cindy Bastien.

## European X Awards devient European Adult Awards 2025 parEROTICATOUR
C'est également l'occasion de la remise des European X Awards.
Le 3 avril 2025, a lieu la cérémonie des European Adult Awards (anciennement X awards) à brussels gate, de nouvelles catégories permettant aux créateurs de contenus, nouvelles technologies et plate-formes d'avoir leur places. La renaissance des awards à bruxelles était sous forme de votes de fans en ligne. Présentée par Colin Ghys.
La reprise des Awards a été réalisée par Eroticatour, tournée européenne des Salons de l'érotismes. Dont les propriétaires sont Leyluken & PussyKat.

## Récompenses 2025
Original 1st award : PussyKat & Leyluken 
Best lingerie shop Winner : Sensual Minded
Best toys brand Winner : Fantasma toys 
Best TS performer Winner : Noemi Blonde
Best hardcore performer Winner : Max Rajoy 
Best Greek Performer Winner : Christy White
Special prize Best Erotic Dancer Winner : Amon Ra 
Legendary award : Mion Hazuki 
Best swinger platform Winner : SDC
Best Adult TV chanel Winner : Passion XL
Best gay performer Winner : Doryann Marguet
Best Romanian Performer Winner : Nelly Kent
Best inked performer Winner : Sabien Demonia 
Jury prize best digital condom Winner : Sommi
Legendary award : Pierre Woodman
Legendary award : Anna Polina
Best Content creator Winner : Sweet body mary
Best Gay fetish content creator Winner : Mr Jay 
Best czech performer Winner : Jureka del mar
Best Spanish performer Winner : Eve Sweet
Jury prize Best contents protection Winner : Legalfans
Best German Performer Winner : Jenny Stella
Best Belgian Performer Winner : Gigi Max
Best male performer Winner : Ian Scott
Best French Performer Winner : Clémence Audiard
Best Hungarian performer Winner : Amirah Adara 
Best swiss performer Winner : Adeline Lafouine
Special prize Miss Erotica Winner : Oletsha

## Récompenses 2009
- Meilleure actrice européenne : Carla Nova dans Carla Nova Inside
- Meilleure production belge : Orlando dans OrlandoX
- Meilleur film : Pascal Saint James et  Bamboo dans No Taboo sous les tropiques
- Meilleure actrice espoir: Flo d'Esterel dans Erotix Mons
- Meilleure actrice second rôle: Valentine Chevalier dans Initiation d'une jeune libertine
- Meilleurs série: Halana K dans BangTour vol 2
- Meilleure starlette: Elodie Barthory dans  L'Enchanteresse
- Meilleur réalisateur: John B. Root dans Montre-moi du Rose
- Award d'honneur: pour l'ensemble de sa carrière Liza Del Sierra
- Meilleure actrice confirmée: Mylène Slyver dans No Taboo Sous Les Tropics
- Meilleure actrice pro-Am : Mallory Moor
- Meilleure série magazine : Yannick Perrin dans Q Ze Série Hot Vidéo

## Récompenses 2008
- Meilleure Jaquette :  Sanctuary (V.Com)
- Meilleure Série : Russian Institute (VMD)
- Meilleur Scénario : Ludivine (Dauphin Pirate)
- Meilleur Gonzo : Brigade du vice (de Lydia Saint Martin distribué par Colmax)
- Meilleur Réalisateur de Gonzo : Lydia Saint Martin et Fabien Lafait
- Meilleur Réalisateur Moyen Budget : Jack Tyler et Jean Pierre Charmontel
- Meilleure Starlette : Cecilia Vega et Stella Delcroix
- Meilleure actrice Second Rôle : Vicky Vicci, Angels Sydney et Ana Martin
- Meilleur acteur Second Rôle : Titof et Rodolphe Antrim
- Meilleur  film DVD : French conneXion
- Meilleur film Moyen Budget : La Pervertie (V.Com)
- Meilleur film : Le Camping des foutriquets (VCV Communication)
- Meilleur Réalisateur : John B. Root
- Meilleur Acteur : Phil Holliday et Sebastian Barrio
- Meilleure Actrice : Yasmine
- Prix du jury : Liza Del Sierra
- Prix du jury : Nina Roberts
- Prix du jury : Ovidie
- Prix du jury : Michael Cheritto